# Joseph Nérette
Joseph Nérette (9 de abril de 1924 – 29 de abril de 2007) fue un juez y figura política haitiana. Asumió como el presidente provisional de Haití entre 1991 y 1992, parte de un periodo en el que la política real descansaba de la junta militar encabezada por Raoul Cédras y Michel François.
Falleció de un cáncer al pulmón en Puerto Príncipe el 29 de abril de 2007, a los 83 años.